# One Night in Miami
One Night in Miami... es una película dramática estadounidense de 2020 sobre una reunión ficticia de Malcolm X, Muhammad Ali, Jim Brown y Sam Cooke en una habitación de hotel de Miami en febrero de 1964, celebrando la sorpresiva victoria de Ali sobre Sonny Liston. Es el primer largometraje dirigido por Regina King, a partir de un guion de Kemp Powers, basado en su obra teatral homónima. Es protagonizada por Kingsley Ben-Adir, Eli Goree, Aldis Hodge y Leslie Odom Jr..
La película se estrenó en el Festival de Cine de Venecia el 7 de septiembre de 2020, una novedad para una directora afroamericana. Tendrá un estreno limitado en cines a través de Amazon Studios el 25 de diciembre de 2020, antes de ser estrenada digitalmente en Prime Video el 15 de enero de 2021. Las críticas fueron abrumadoramente positivas, y los críticos elogiaron la dirección de King, las actuaciones y el guion. La película recibió tres nominaciones a los premios Óscar de 2021.

## Reparto
- Kingsley Ben-Adir como Malcolm X
- Eli Goree como Muhammad Ali
- Aldis Hodge como Jim Brown
- Leslie Odom Jr. como Sam Cooke
- Lance Reddick como Brother Kareem
- Nicolette Robinson como Barbara Cooke
- Michael Imperioli como Angelo Dundee
- Beau Bridges como Mr. Carlton
- Marisa Miller
- Joaquina Kalukango como Betty Shabaz
- Jerome A. Wilson como Elijah Muhammad
- Amondre D. Jackson como L.C. Cooke
- Aaron D. Alexander como Sonny Liston
- Christian Magby como Jamaal
- Lawrence Gilliard Jr. como Drew Bundini Brown
- Jeremy Pope como Jackie Wilson
- Christopher Gorham como Johnny Carson

## Producción
En julio de 2019 Deadline Hollywood informó que Regina King dirigiría y produciría el film. En enero de 2020 King anunció el que el reparto estaría integrado por Kingsley Ben-Adir, Eli Goree, Aldis Hodge, Leslie Odom Jr. y Lance Reddick en los papeles principales.
El rodaje comenzó en enero de 2020, en Nueva Orleans (Luisiana).

### Música
En septiembre de 2020 Leslie Odom Jr. dijo que había coescrito la canción original de la película, Speak Now, con el compositor de Nashville, Sam Ashworth.

## Estreno
La película tuvo su estreno mundial en el Festival de Cine de Venecia el 7 de septiembre de 2020. También se proyectó en el Festival Internacional de Cine de Toronto, donde fue finalista del Premio People's Choice Award. Se ha proyectado o está programado para proyectarse en festivales de cine en Zúrich, Londres, Hamptons, Mill Valley, Middleburg, Chicago y Montclair.
Amazon Studios adquirió los derechos de distribución mundial de la película en julio de 2020. Tiene previsto un estreno limitado el 25 de diciembre de 2020, seguido de un estreno vía streaming en Prime Video el 15 de enero de 2021.